# 第24回クリティクス・チョイス・アワード
第24回クリティクス・チョイス・アワードは、放送映画批評家協会によって2018年の映画を対象に贈られる賞で、授賞式は2019年1月13日にサンタモニカ空港内のバーカー・ハンガーで行われ、その模様はCWテレビジョンネットワークで放送された。

## 受賞とノミネート
| 作品賞 - 『ROMA/ローマ』 - 『ブラックパンサー』 - 『ブラック・クランズマン』 - 『女王陛下のお気に入り』 - 『ファースト・マン』 - 『グリーンブック』 - 『ビール・ストリートの恋人たち』 - 『メリー・ポピンズ リターンズ』 - 『アリー/ スター誕生』 - 『バイス』 | 監督賞 - アルフォンソ・キュアロン – 『ROMA/ローマ』 - デイミアン・チャゼル – 『ファースト・マン』 - ブラッドリー・クーパー – 『アリー/ スター誕生』 - ピーター・ファレリー – 『グリーンブック』 - ヨルゴス・ランティモス – 『女王陛下のお気に入り』 - スパイク・リー – 『ブラック・クランズマン』 - アダム・マッケイ – 『バイス』 |
| 主演男優賞 - クリスチャン・ベール – 『バイス』 - ブラッドリー・クーパー – 『アリー/ スター誕生』 - ウィレム・デフォー – 『永遠の門 ゴッホの見た未来』 - ライアン・ゴズリング – 『ファースト・マン』 - イーサン・ホーク – 『魂のゆくえ』 - ラミ・マレック – 『ボヘミアン・ラプソディ』 - ヴィゴ・モーテンセン – 『グリーンブック』 | 主演女優賞 - グレン・クローズ – 『天才作家の妻 40年目の真実』(タイ) - レディー・ガガ – 『アリー/ スター誕生』(タイ) - ヤリッツァ・アパリシオ – 『ROMA/ローマ』 - エミリー・ブラント – 『メリー・ポピンズ リターンズ』 - トニ・コレット – 『ヘレディタリー/継承』 - オリヴィア・コールマン – 『女王陛下のお気に入り』 - メリッサ・マッカーシー – 『ある女流作家の罪と罰』 |
| 助演男優賞 - マハーシャラ・アリ - 『グリーンブック』 - ティモシー・シャラメ - 『ビューティフル・ボーイ』 - アダム・ドライバー - 『ブラック・クランズマン』 - サム・エリオット - 『アリー/ スター誕生』 - リチャード・E・グラント - 『ある女流作家の罪と罰』 - マイケル・B・ジョーダン - 『ブラックパンサー』 | 助演女優賞 - レジーナ・キング - 『ビール・ストリートの恋人たち』 - エイミー・アダムス - 『バイス』 - クレア・フォイ - 『ファースト・マン』 - ニコール・キッドマン - 『ある少年の告白』 - エマ・ストーン - 『女王陛下のお気に入り』 - レイチェル・ワイズ - 『女王陛下のお気に入り』 |
| 新人俳優賞 - エルシー・フィッシャー – 『エイス・グレード 世界でいちばんクールな私へ』 - トーマシン・マッケンジー – 『足跡はかき消して』 - エド・オクセンボールド – 『ワイルドライフ』 - ミリセント・シモンズ - 『クワイエット・プレイス』 - アマンドラ・ステンバーグ - 『ヘイト・ユー・ギブ』 - サニー・スリッチ – 『Mid90s ミッドナインティーズ』 | アンサンブル演技賞 - 『女王陛下のお気に入り』 - 『ブラックパンサー』 - 『クレイジー・リッチ!』 - 『バイス』 - 『ロスト・マネー 偽りの報酬』 |
| 脚本賞 - ポール・シュレイダー – 『魂のゆくえ』 - ボー・バーナム – 『エイス・グレード 世界でいちばんクールな私へ』 - アルフォンソ・キュアロン – 『ROMA/ローマ』 - デボラ・デイヴィス、トニー・マクナマラ – 『女王陛下のお気に入り』 - アダム・マッケイ – 『バイス』 - ブライアン・ヘインズ・クリー、ピーター・ファレリー、ニック・バレロンガ - 『グリーンブック』 - ジョン・クラシンスキー、スコット・ベック、ブライアン・ウッズ – 『クワイエット・プレイス』 | 脚色賞 - バリー・ジェンキンス – 『ビール・ストリートの恋人たち』 - ライアン・クーグラー、ジョー・ロバート・コール – 『ブラックパンサー』 - ニコール・ホロフセナー、ジェフ・ウィッティー – 『ある女流作家の罪と罰』 - エリック・ロス、ブラッドリー・クーパー、ウィル・フェッターズ – 『アリー/ スター誕生』 - ジョシュ・シンガー – 『ファースト・マン』 - チャーリー・ワックテル、デヴィッド・ラビノウィッツ、ケヴィン・ウィルモット、スパイク・リー – 『ブラック・クランズマン』 |
| 撮影賞 - アルフォンソ・キュアロン – 『ROMA/ローマ』 - ジェームズ・ラクストン – 『ビール・ストリートの恋人たち』 - マシュー・リバティーク – 『アリー/ スター誕生』 - レイチェル・モリソン – 『ブラックパンサー』 - ロビー・ライアン – 『女王陛下のお気に入り』 - リヌス・サンドグレン – 『ファースト・マン』 | 美術賞 - ハンナ・ビークラー、ジェイ・ハート – 『ブラックパンサー』 - エウヘニオ・カバイェロ、バーバラ・エンリケス – 『ROMA/ローマ』 - ネルソン・コーツ、アンドリュー・ベースマン – 『クレイジー・リッチ!』 - フィオナ・クロンビー、アリス・フェルトン – 『女王陛下のお気に入り』 - ネイサン・クロウリー、キャシー・ルーカス – 『ファースト・マン』 - ジョン・マイヤー、ゴードン・シム – 『メリー・ポピンズ リターンズ』                                                          |
| 編集賞 - トム・クロス – 『ファースト・マン』 - ジェイ・キャシディ – 『アリー/ スター誕生』 - ハンク・コーウィン – 『バイス』 - アルフォンソ・キュアロン、アダム・ゴフ – 『ROMA/ローマ』 - ヨルゴス・モヴロプサリディス – 『女王陛下のお気に入り』 - ジョー・ウォーカー – 『ロスト・マネー 偽りの報酬』 | 衣装デザイン賞 - ルース・E・カーター – 『ブラックパンサー』 - アレクサンドラ・バーン – 『ふたりの女王 メアリーとエリザベス』 - ジュリアン・デイ – 『ボヘミアン・ラプソディ』 - サンディ・パウエル – 『女王陛下のお気に入り』 - サンディ・パウエル – 『メリー・ポピンズ リターンズ』 |
| メイクアップ&ヘア賞 - 『バイス』 - 『ブラックパンサー』 - 『ボヘミアン・ラプソディ』 - 『女王陛下のお気に入り』 - 『ふたりの女王 メアリーとエリザベス』 - 『サスペリア』 | 視覚効果賞 - 『ブラックパンサー』 - 『アベンジャーズ/インフィニティ・ウォー』 - 『ファースト・マン』 - 『メリー・ポピンズ リターンズ』 - 『ミッション:インポッシブル/フォールアウト』 - 『レディ・プレイヤー1』 |
| アニメ映画賞 - 『スパイダーマン:スパイダーバース』 - 『グリンチ』 - 『インクレディブル・ファミリー』 - 『犬ヶ島』 - 『未来のミライ』 - 『シュガー・ラッシュ:オンライン』 | アクション映画賞 - 『ミッション:インポッシブル/フォールアウト』 - 『アベンジャーズ/インフィニティ・ウォー』 - 『ブラックパンサー』 - 『デッドプール2』 - 『レディ・プレイヤー1』 - 『ロスト・マネー 偽りの報酬』 |
| SF/ホラー映画賞 - 『クワイエット・プレイス』 - 『アナイアレイション -全滅領域-』 - 『ハロウィン』 - 『ヘレディタリー/継承』 - 『サスペリア』 | コメディ映画賞 - 『クレイジー・リッチ!』 - 『デッドプール2』 - 『スターリンの葬送狂騒曲』 - 『女王陛下のお気に入り』 - 『ゲーム・ナイト』 - 『ホワイト・ボイス』 |
| コメディ男優賞 - クリスチャン・ベール - 『バイス』 - ジェイソン・ベイトマン - 『ゲーム・ナイト』 - ヴィゴ・モーテンセン - 『グリーンブック』 - ジョン・C・ライリー – 『僕たちのラストステージ』 - ライアン・レイノルズ - 『デッドプール2』 - ラキース・スタンフィールド - 『ホワイト・ボイス』 | コメディ女優賞 - オリヴィア・コールマン - 『女王陛下のお気に入り』 - エミリー・ブラント - 『メリー・ポピンズ リターンズ』 - エルシー・フィッシャー - 『エイス・グレード 世界でいちばんクールな私へ』 - レイチェル・マクアダムス - 『ゲーム・ナイト』 - シャーリーズ・セロン - 『タリーと私の秘密の時間』 - コンスタンス・ウー - 『クレイジー・リッチ!』 |
| 作曲賞 - ジャスティン・ハーウィッツ - 『ファースト・マン』 - クリス・バワーズ – 『グリーンブック』 - ニコラス・ブリテル – 『ビール・ストリートの恋人たち』 - アレクサンドル・デスプラ – 『犬ヶ島』 - ルドウィグ・ゴランソン - 『ブラックパンサー』 - マーク・シャイマン - 『メリー・ポピンズ リターンズ』 | 歌曲賞 - 「シャロウ」 - 『アリー/ スター誕生』 - 「オール・ザ・スターズ」 - 『ブラックパンサー』 - 「Girl in the Movies」 - 『ダンプリン』 - 「I'll Fight」 – 『RBG 最強の85才』 - 「幸せのありか」 – 『メリー・ポピンズ リターンズ』 - 「小さな火を灯せ」 – 『メリー・ポピンズ リターンズ』 |
| 外国語映画賞 - 『ROMA/ローマ』 - 『バーニング 劇場版』 - 『存在のない子供たち』 - 『COLD WAR あの歌、2つの心』 - 『万引き家族』 | |

## 複数の部門での受賞・ノミネート

### 受賞
| 受賞数 | 映画                             |
| ------ | -------------------------------- |
| 4      | 『ROMA/ローマ』                  |
| 3      | 『ブラックパンサー』             |
| 3      | 『バイス』                       |
| 2      | 『女王陛下のお気に入り』         |
| 2      | 『ファースト・マン』             |
| 2      | 『ビール・ストリートの恋人たち』 |
| 2      | 『アリー/ スター誕生』           |

### ノミネート
| ノミネート数 | 映画                                            |
| ------------ | ----------------------------------------------- |
| 14           | 『女王陛下のお気に入り』                        |
| 12           | 『ブラックパンサー』                            |
| 10           | 『ファースト・マン』                            |
| 9            | 『メリー・ポピンズ リターンズ』                 |
| 9            | 『アリー/ スター誕生』                          |
| 9            | 『バイス』                                      |
| 8            | 『ROMA/ローマ』                                 |
| 7            | 『グリーンブック』                              |
| 5            | 『ビール・ストリートの恋人たち』                |
| 4            | 『ブラック・クランズマン』                      |
| 4            | 『クレイジー・リッチ!』                         |
| 3            | 『ボヘミアン・ラプソディ』                      |
| 3            | 『ある女流作家の罪と罰』                        |
| 3            | 『デッドプール2』                               |
| 3            | 『エイス・グレード 世界でいちばんクールな私へ』 |
| 3            | 『ゲーム・ナイト』                              |
| 3            | 『クワイエット・プレイス』                      |
| 3            | 『ロスト・マネー 偽りの報酬』                   |
| 2            | 『アベンジャーズ/インフィニティ・ウォー』       |
| 2            | 『魂のゆくえ』                                  |
| 2            | 『ヘレディタリー/継承』                         |
| 2            | 『犬ヶ島』                                      |
| 2            | 『ふたりの女王 メアリーとエリザベス』           |
| 2            | 『ミッション:インポッシブル/フォールアウト』    |
| 2            | 『レディ・プレイヤー1』                         |
| 2            | 『ホワイト・ボイス』                            |
| 2            | 『サスペリア』                                  |